# Tunel Duplex A86

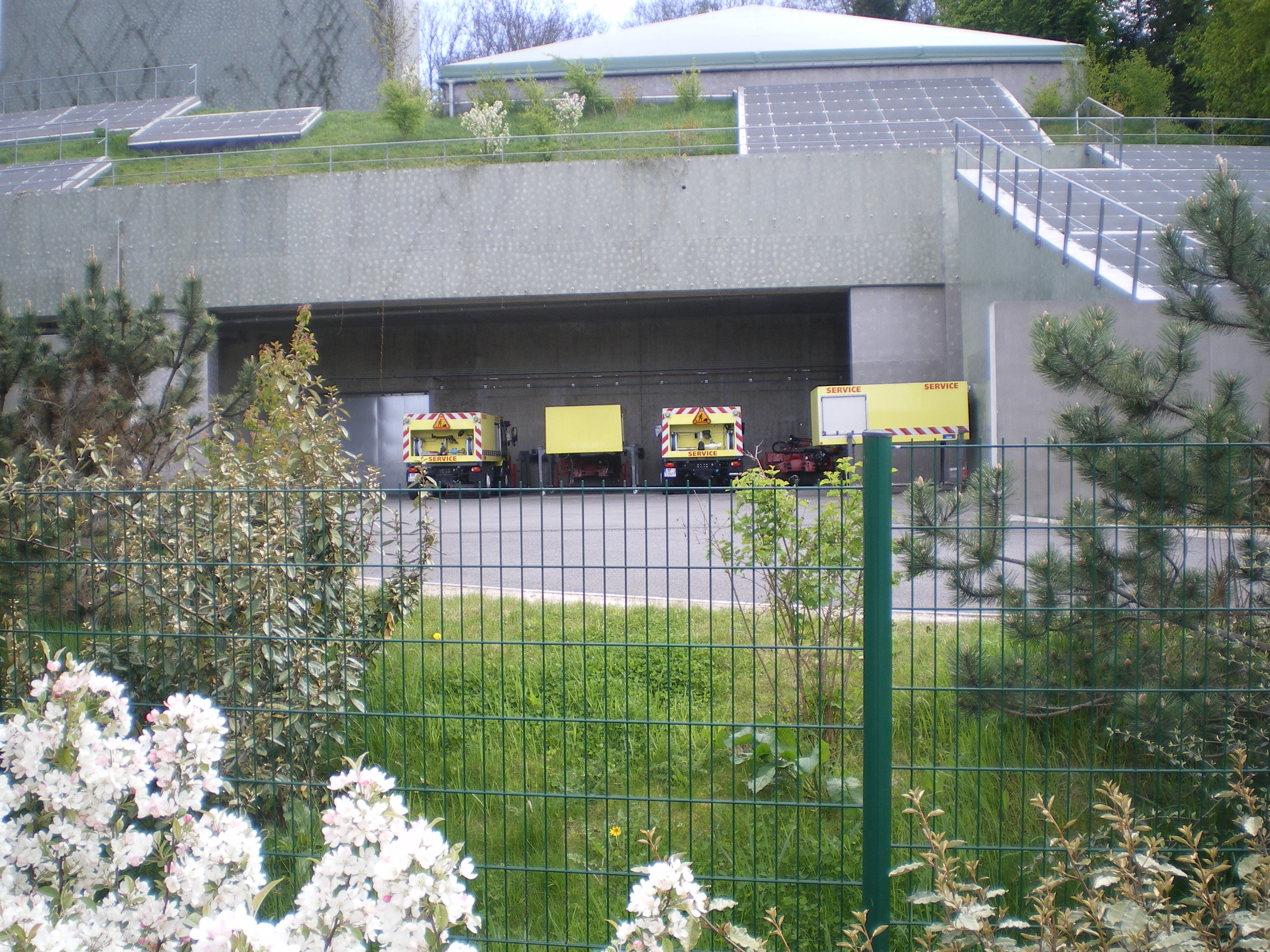
Vozidla údržby

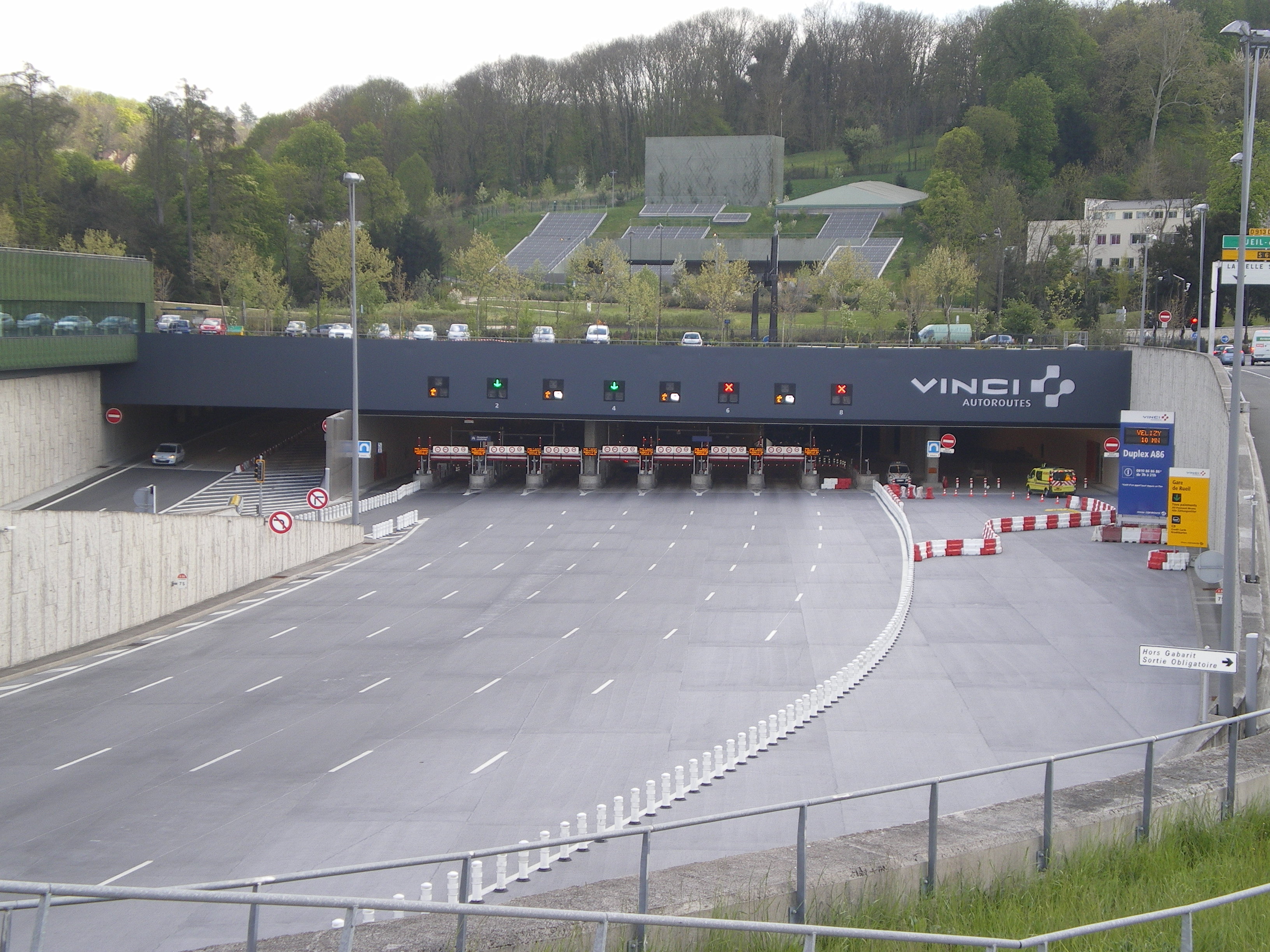
Mýtné brány

Tunel Duplex A86 je silniční tunel, jediná součást pařížské okružní dálnice A86, která je zpoplatněna mýtným. Je dlouhý 10 km, tvoří ho tunelová trouba s vozovkami ve dvou patrech nad sebou a má dvě části. Umožňuje spojení Rueil-Malmaison a Vélizy-Villacoublay v departementech Hauts-de-Seine a Yvelines.
Výstavba byla zahájena v roce 1996, po dvouletém přerušení znovu v roce 2000 a v roce 2009 byla otevřena první část dlouhá 4,5 km mezi Rueil-Malmaison a dálnicí A13. Druhá část mezi A13 a Vélizy byla otevřena v lednu 2011, čímž byla dokončena celá okružní pařížská dálnice A86.
Tunel je tvořen dvěma úrovněmi, tříproudové jednosměrné vozovky jsou umístěny nad sebou tak, aby se předešlo možnosti čelního střetu. Odtud jeho název "Duplex".
Je to nejdelší silniční tunel, který celý vede po francouzském území.

## Historie
I když záměr regionu Île-de-France spojit A86 mezi Rueil-Malmaison a Jouy-en-Josas byl přijat už v roce 1970, k jeho uskutečnění bylo třeba čtyřiceti let. Po mnohém váhání a dohadování s místními samosprávami, které nesouhlasily s umístěním, vybral stát v soutěži o koncesionáře společnost Cofiroute. Po sporech o souladu nabídkového řízení s evropskými předpisy byla koncese zrušena a započaté práce zastaveny. Ale v novém řízení respektujícím předpisy EU bylo v roce 1999 opět rozhodnuto svěřit koncesi společnosti Cofiroute.
Výstavba nabrala zpoždění kvůli soudnímu zastavení prací v letech 1998 až 2000, požáru, který zablokoval 19 dělníků v díle během ražby, potom i kvůli zpřísnění bezpečnostních norem po požáru v tunelu Mont-Blanc, takže tunel byl dán do provozu až v červnu 2009 v úseku mezi Rueil-Malmaison a dálnicí A13 (nejprve v jednom směru a po několika dnech v obou směrech). Slavnostní inaugurace druhého úseku se konala za účasti představitelů koncesionáře, obcí, departementu i státu v lednu 2011.
Od 26. 6. do 31. 8. 2009 byl tunel otevřen denně od 6 do 22 hodin. Od 1. 9. 2009 dosud je otevřen 24 hodin denně.
Koncesionářem až do roku 2034 je společnost Cofiroute, filiálka společnosti Vinci Autoroutes. Na webových stránkách věnovaných tomuto tunelu zveřejňuje každoročně aktuálního průvodce, přináší aktuality a informace o aktuálním provozu, údržbě, uzavírkách a tarifech mýtného, bezpečnostní pokyny i odpovědi na časté dotazy.

## Popis
Tunely obou úseků byly raženy pomocí velkoprofilových razicích strojů.
Tunel je jedinou zpoplatněnou částí okružní dálnice A86. Bylo přijato řešení tunelu jednotubusového, levnější, které ale kvůli nižší výšce dovoluje průjezd jen menším automobilům. Vozidla ve směru severojižním cirkulují pod vozidly jedoucími ve směru z jihu na sever. Výška vozidel je omezena na 2 m, což je dáno výškou stropu 2,55 m v obou směrech. Rychlost je omezena na 70 km/hod. a kontrolována automatickým radarem na každém kilometru. Je otevřeno křížení s dálnicí A13 ve Vaucresson. Původně byla navržena jízda ve 2 × 3 pruzích, nakonec jsou využívány 2 × 2 jízdní pruhy s jedním pruhem záchranným.
Charakteristiky:
- celková délka: 10 km;
- průměr tunelové trouby: 10,40 m;
- hloubka ve vztahu k přirozenému terénu: 20 až 90 m;
- cena: 2,4 miliardy euro;
- variabilní informační panely každých 400 m;
- kamery instalované každých 80 m a automatická detekce nehod;
- únikové prostory každých 200 m se stanicemi tísňového volání;
- 120 000 informačních bodů spojuje tunel s kontrolním bezpečnostním stanovištěm;
- kontrola rychlosti automatickými radary;
- doba jízdy: méně než 10 minut při rychlosti 70 km/hod.

## Bezpečnost v tunelu
Bezpečnost v tunelu je zajištěna videokamerami umístěnými po 80 metrech a sledovanými operátory stanoviště kontrolního dohledu. Kromě toho jim systém automatické detekce nehod signalizuje každou anomálii v provozu, např. nezvyklé zpomalení nebo stojící automobil. Protože vozidla v každém patře jedou jenom v jednom směru, je každý čelní střet teoreticky nemožný.
V Duplexu A86 jsou umístěny únikové východy každých 200 metrů.
Tunel je také vybaven systémem automatických hasicích přístrojů s vodní mlhou, který umožňuje uhasit rychle a bez poškození jakýkoli počínající požár. Ve výšce každého nouzového východu, tj. každých 200 m, jsou také sprinklerová hasicí zařízení.
Rychlý zásah umožňuje parking speciálních vozidel údržby tunelu u portálu.
V tunelu jsou průběžně vykonávány bezpečnostní prohlídky.
V hodnocení německého automobilového klubu ADAC v roce 2010 obstál Duplex ve všech hodnocených parametrech včetně bezpečnostních aspektů.

## Vozidla

### Vozidla povolená
Povolena jsou pouze lehká čtyřkolová vozidla s výškou maximálně 2 m, která nejezdí na zkapalněný ropný plyn (LPG) nebo zemní plyn pro vozidla (NGV).
Je zakázáno otáčet se a rychlost je omezena na 70 km/h. Platí povinnost rozsvítit světla (potkávací).
Běžná záchranná vozidla, příliš vysoká, nemohou zasáhnout; proto, aby se dostal na místo neštěstí, má personál k dispozici vozidla speciálně navržená pro toto dílo.

### Vozidla zakázaná
Zákaz přístupu motocyklům (2 a 3 kola), těžkým nákladním vozidlům, LPG a NGV vozidlům, vozidlům nad 2 m výšky.